# Diane Baker
Diane Carol Baker (Hollywood, 25 de fevereiro de 1938), mais conhecida como Diane Baker, é uma atriz e produtora norte-americana de televisão e cinema.
Foi indicada duas vezes ao Globo de Ouro (em 1960, como revelação, e em 1964, como melhor atriz (coadjuvante/secundária), por The Prize) e três vezes ao Emmy (1966, melhor atriz (coadjuvante/secundária) por Inherit the Wind (1965); 1975, melhor atriz dramática, por um episódio da telessérie The ABC Afternoon Playbreak; e 1985, pela minissérie A Woman of Substance). Em 1991, interpretou a senadora Ruth Martin, no filme ganhador de cinco Oscars, O Silêncio dos Inocentes, dirigido por Jonathan Demme.
Desde agosto de 2004, é diretora do Motion Pictures and Television da Academy of Art University em San Francisco.